# フィリップ・ジョーンズ
フィリップ・ジョーンズ（Philip Jones、1928年3月12日 - 2000年1月17日）は、イギリスのトランペット奏者。国際的に名高い室内楽団、フィリップ・ジョーンズ・ブラス・アンサンブルの統率者である。アーネスト・ホール以来のトランペット奏法の伝統を今日に伝えるイングランドの演奏家と評されている。

## 略歴
サマセット州バースに生まれる。1944年に奨学金を得て王立音楽大学に進み、ロンドンの主要なオーケストラの首席トランペット奏者を歴任した（ロイヤル・フィルハーモニー管弦楽団（1956年 - 1960年）、フィルハーモニア管弦楽団（1960年 - 1964年）、ニュー・フィルハーモニア管弦楽団（1965年 - 1967年）、BBC交響楽団（1967年 - 1971年））。
この間、1951年にフィリップ・ジョーンズ・ブラス・アンサンブル（以下、PJBE）を結成した。これは、安定した音楽グループとして定期的に活動した最初の金管アンサンブルの一つである。
1971年以降、ジョーンズは常時PJBEに専念した。
詳細はフィリップ・ジョーンズ・ブラス・アンサンブルを参照。
1977年に下級勲爵士（Officer）を、1986年には下級勲爵士（Commander）を受勲した。
1986年に自分のトランペットケースを偶然に自動車で轢いてしまう。この出来事を不運の兆しと捉えて、演奏活動からの引退を決意した。王立北部音楽大学やトリニティ国立音楽院での教職は続けており、1994年までは院長であった。1995年には音楽家慈善基金の総裁を務めている。
休暇中や引退後はスイスとロンドンに暮らし、2000年1月17日、71歳で死去。